# Sara Björk Gunnarsdóttir
Sara Björk Gunnarsdóttir (29 september 1990) is een IJslands voetbalspeelster. Ze begon in 2008 bij Breidablik in de IJslandse competitie. Daarna ging ze naar het Deense FC Rosengård, en in 2016 naar VfL Wolfsburg. Sinds juli 2020 speelt ze bij het Franse Olympique Lyonnais.
In 2018 werd Gunnarsdóttir uitgeroepen tot IJslands Sporter van het Jaar.

## Statistieken
| Seizoen | Club               | Land      | Competitie | Wedstrijden | Doelpunten |
| ------- | ------------------ | --------- | ---------- | ----------- | ---------- |
| 2008    | Breidablik         | IJsland   | URW        | ?           | 3          |
| 2009    | Breidablik         | IJsland   | URW        | 17          | 7          |
| 2010    | Breidablik         | IJsland   | URW        | 18          | 6          |
| 2011    | Rosengård          | Zweden    | DAM        | 21          | 12         |
| 2012    | Rosengård          | Zweden    | DAM        | 20          | 4          |
| 2013    | Rosengård          | Zweden    | DAM        | 20          | 8          |
| 2014    | Rosengård          | Zweden    | DAM        | 19          | 2          |
| 2015    | Rosengård          | Zweden    | DAM        | 21          | 7          |
| 2016    | Rosengård          | Zweden    | DAM        | 10          | 1          |
| 2016/17 | VfL Wolfsburg      | Duitsland | FRB        | 17          | 1          |
| 2017/18 | VfL Wolfsburg      | Duitsland | FRB        | 19          | 4          |
| 2018/19 | VfL Wolfsburg      | Duitsland | FRB        | 16          | 2          |
| 2019/20 | VfL Wolfsburg      | Duitsland | FRB        | 16          | 5          |
| 2020/21 | Olympique Lyonnais | Frankrijk | FD1        | 2           | 0          |
| Totaal  | Totaal             | Totaal    | Totaal     | 216         | 62         |

Laatste update: september 2020

## Interlands
Gunnarsdóttir speelde voor IJsland O17 en O19, en speelde in 2007 op zestienjarige leeftijd met het IJslands vrouwenvoetbalelftal.